# Elio Giovanni Greselin

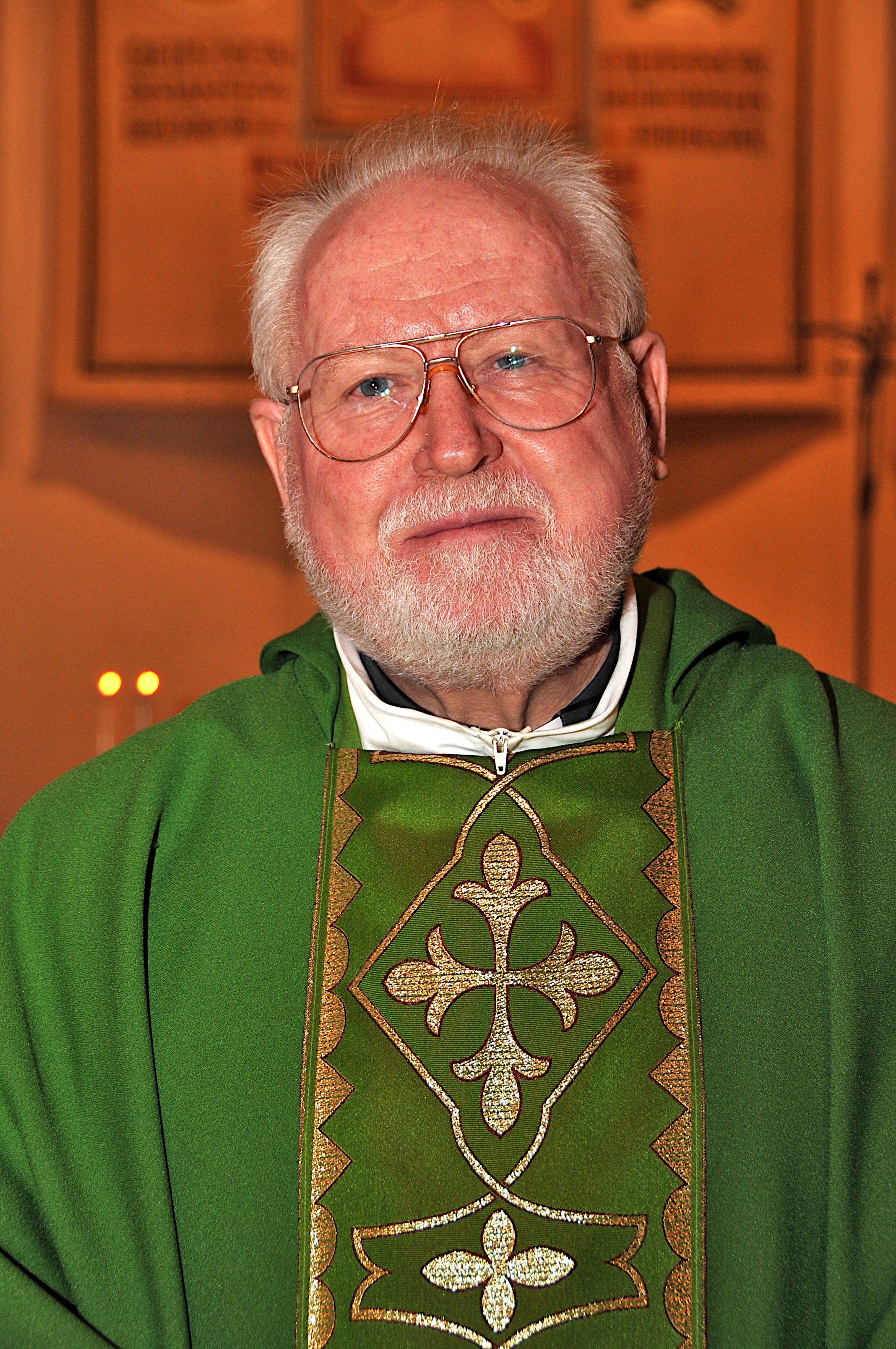
Elio Giovanni Greselin, 2009

Elio Giovanni Greselin SCI (* 15. November 1938 in Tretto di Venza) ist ein italienischer Geistlicher und emeritierter Bischof von Lichinga.

## Leben
Elio Giovanni Greselin trat der Ordensgemeinschaft der Dehonianer bei, legte die Profess am 29. September 1956 ab und empfing am 23. Juni 1965 die Priesterweihe.
Papst Johannes Paul II. ernannte ihn am 30. Dezember 2008 zum Bischof von Lichinga. Der Erzbischof von Maputo, Francisco Chimoio OFMCap, spendete ihm am 22. März des nächsten Jahres die Bischofsweihe; Mitkonsekratoren waren Antonio Arcari, Apostolischer Nuntius in Mosambik, und Hilário da Cruz Massinga OFM, Bischof von Quelimane.
Papst Franziskus nahm am 8. Februar 2015 seinen altersbedingten Rücktritt an.